# Édouard Spach
Édouard Spach (Estrasburgo, 23 de novembro de 1801 — Paris, 18 de maio de 1879) foi um botânico francês.